# Salle, Italien
Salle är en ort och kommun i provinsen Pescara, i regionen Abruzzo i Italien. Kommunen hade 291 invånare (2018) och gränsar till kommunerna Bolognano, Caramanico Terme, Corfinio, Pratola Peligna, Roccacasale, Sulmona och Tocco da Casauria.